# 伊藤拾郎
伊藤 拾郎（いとう じゅうろう、1918年〈大正7年〉2月13日 - 2003年〈平成15年〉3月19日）は、日本のハーモニカ演奏者。
兄は詩人の中原中也であり、中也の兄弟で最後の存命者であった。日本ハーモニカ芸術協会理事を務めた。　

## 名前
名前が中也、亜郎(亜は2番目の意)、恰三、思郎(四)、呉郎(五)ときて急に飛んで拾郎(十)になったのは長年謎に包まれている。最近の研究では恐らく親は十という数字が好きなのだろうと考えられている。

## 経歴
山口県山口市において、中原医院を営む父・中原謙助、母・フクの六男として生まれる。出生名は中原拾郎。6人兄弟の末弟であり、長兄の中也は11歳年上であった。拾郎が5歳の頃に中也は郷里を離れており、末弟の拾郎にとっては時折山口に帰省してくる「兄様」であった。
父の謙助は、子供がピアノを習うことを嫌い、代わりにハーモニカを与えた。拾郎は7歳頃から兄たちの吹くハーモニカに魅せられ、四兄・思郎に手ほどきを受けた。1928年（昭和3年）に父が死去。1935年（昭和10年）、山口中学（現・山口県立山口高等学校）を卒業する。翌1936年（昭和11年）3月、早稲田大学受験のため上京し、東京で中也宅に6か月ほど居候している。奔放に振る舞う中也には反発を感じることもあったと語る一方、「ピエロのような哀愁」も感じたと、のちのインタビューで語っている。少年期よりハーモニカに熱中し、青年期にはプロの奏者を志したことがあるが、「中也のような人生を歩ませたくない」という母の反対で断念している。
1941年（昭和16年）、早稲田大学政治経済学部経済科を卒業する。1942年（昭和17年）には山口の歩兵第42連隊に入隊。1944年（昭和19年）には南鳥島に派遣された。
1945年（昭和20年）に復員すると、翌1946年（昭和21年）に五兄・呉郎が開業した中原医院の事務員となったのち、1948年（昭和23年）に山口地方裁判所に就職。裁判所勤務時代の1950年（昭和25年）に遠縁の伊藤家と養子縁組を行ったため、中原姓から伊藤姓になる。
1951年（昭和26年）に裁判所を退職し、呉郎を頼って長崎に移る。1953年（昭和28年）に朝日広告社に入社。以後、長崎事務所長・福岡出張所長・佐世保支社長・大分支社長を歴任した。
1977年（昭和52年）に朝日広告社を定年退職すると、山口市吉敷に転居。堅実なサラリーマン生活時代にもハーモニカは心から離れず、退職以後本格的にハーモニカの練習に取り組んだ。
1981年（昭和56年）、国際ハーモニカテープコンテスト（複音の部）において、「荒城の月」の演奏で優勝。1986年（昭和61年）、中原中也没後50周年記念行事では、「朝の歌」の朗読伴奏を担当した。1990年（平成2年）には日本ハーモニカ賞受賞。
1991年（平成3年）、73歳の拾郎は、歌人福島泰樹の招きを受け「福島泰樹短歌絶叫コンサート」に出演。福島泰樹のCD『中原中也』に特別参加した。以後、東京での演奏活動を始める。翌1992年（平成4年）には、渋谷ジァン・ジァンで初めての単独コンサート「伊藤拾郎ハーモニカコンサート・コンサート兄・中也に捧げる」を開いた。この演奏を聴いた演出家・吉田秀穂の依頼を受け、1993年（平成5年）には布施明のミュージカル「42丁目のキングダム」に出演、主演布施明の父親役を演じた。1994年（平成6年）に中原中也記念館が開館する際には、テープカットに参加している。
2003年（平成15年）3月19日、心筋梗塞で死去。同年2月には夫人を喪っていた。

## 家族
- 父・謙助
- 母・フク
- 長兄・中也　　　　　　　　　　　　　　　*次兄・亜郎
- 三兄・恰三
- 四兄・思郎
- 五兄・呉郎
- 妻・喜久子

## 作品

### CD
- 雪の宵〜わが兄中原中也、思郎、呉郎に捧げる〜伊藤拾郎ハーモニカの世界（1993年、月光の会）[5]